# Fête de Wallonie
La Fête de Wallonie (appelée également au pluriel Fêtes de Wallonie ou plus simplement « les Wallos ») est célébrée le troisième dimanche de septembre. Elle trouve son origine dans la fête de la communauté française de Belgique qui a lieu le 27 septembre, commémorant la victoire des volontaires lors des Quatre Jours de Bruxelles, l'un des épisodes de la révolution belge de 1830.  

## La loi
Extrait du décret (paru le 8 août 1998 dans le Moniteur belge) déterminant le jour de fête et les emblèmes propres à la Région wallonne :
« Le Conseil régional wallona adopté et Nous, Gouvernement, sanctionnons ce qui suit :
Article 1er. La fête de la Région wallonne est célébrée chaque année le troisième dimanche du mois de septembre.
(…)
Namur, le 23 juillet 1998. »

## Localités
Diverses localités de la région wallonne organisent des fêtes de Wallonie. Parmi elles, Andenne, Charleroi, Huy, Liège, Mons et Namur, la capitale régionale.

### Namur

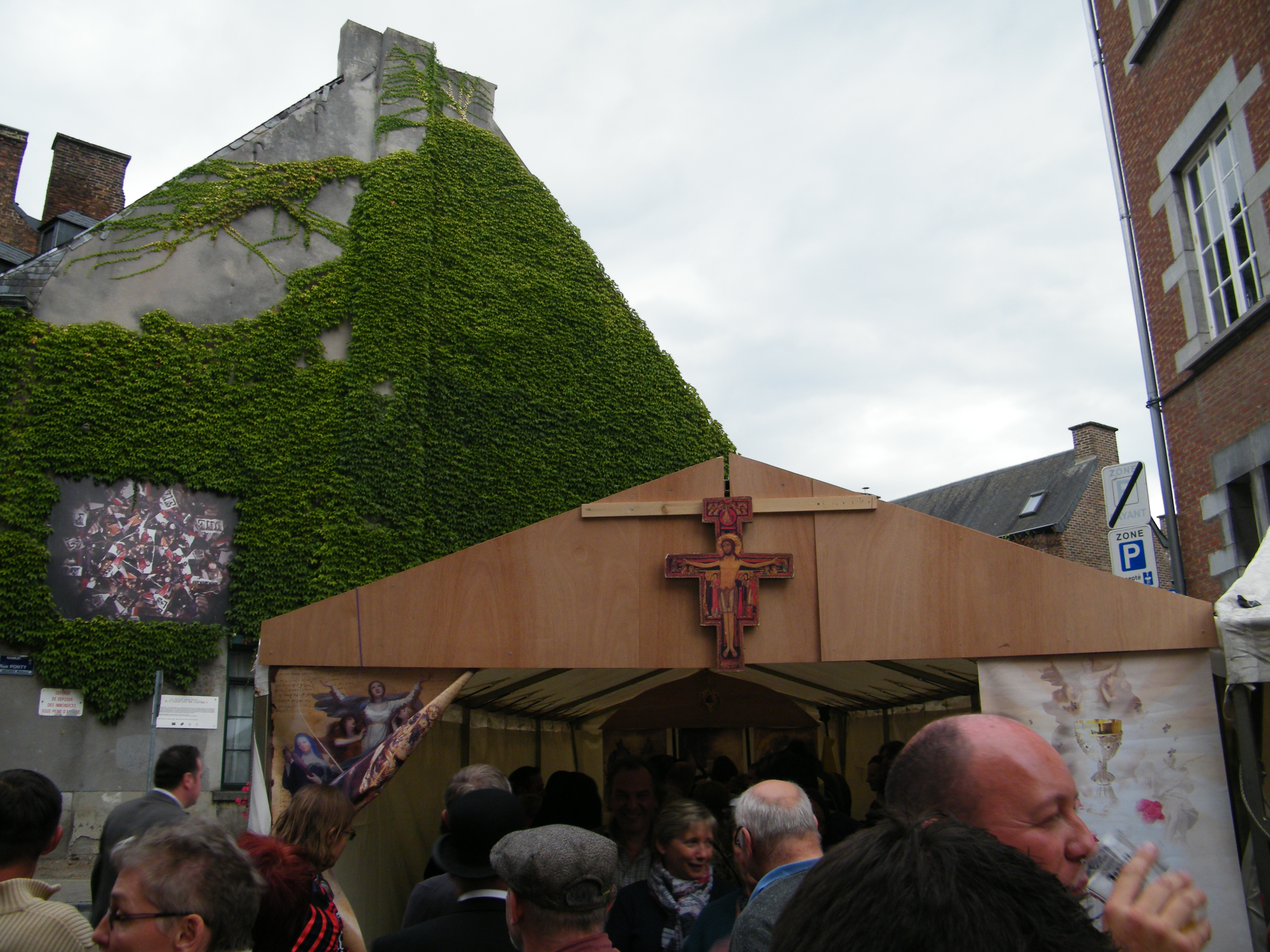
Chapelle folklorique temporaire utilisée pour l'enterrement de l’Arsouille, en 2016.

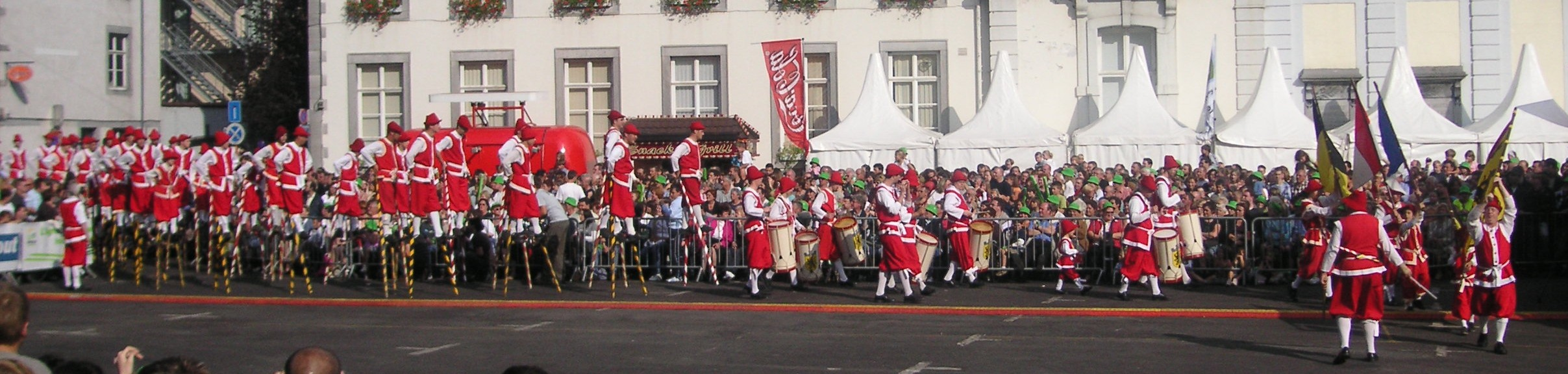
Entrée des échasseurs sur la place Saint-Aubain

Les fêtes de Wallonie de Namur, capitale de la région wallonne, commencent le jeudi pour se terminer le lundi soir. Elles sont organisées par le Comité central de Wallonie, fondé en 1923 par François Bovesse. Les cinq jours de fête drainent, en plus de la population locale, plusieurs dizaines de milliers de visiteurs. Plusieurs animations sont organisées :
- Le lundi : une messe dite en wallon namurois dans l'Église Saint-Jean-Baptiste ;
- quelques attractions foraines ;
- des combats d'échasses
- la dégustation de produits gastronomiques wallons ;
- dégustations de peket
- diverses commémorations : pèlerinage au cimetière de Namur avec un hommage aux combattants des deux guerres mondiales, la « Route des plaques » (hommage aux Namurois célèbres dont Nicolas Bosret, Félicien Rops, François Bovesse...)
- la route du peket : balade en bateau entre les trois écluses ceinturant Namur et dans les rues du vieux Namur, accompagnée d'une fanfare et arrosée de peket.
- des discours officiels prononcés par les autorités locales et régionales ;
- la cérémonie de remise des insignes de l'Ordre du Mérite wallon
- l'hymne namurois li Bia Bouquet interprété par la Société royale Moncrabeau.
- des combats traditionnels sur échasses à arceaux par le groupe des échasseurs.
- l’enterrement de l’Arsouille (le lundi en fin d'après-midi, rue Saint-Nicolas)[2].